# Noppera-bō

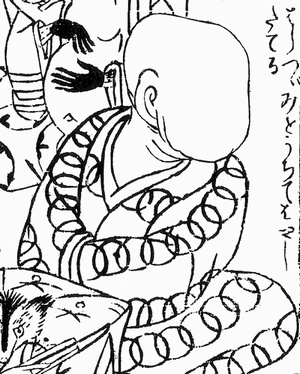
Noppera-bō.

El Noppera-bō (のっぺらぼう?), también llamado el fantasma sin rostro, es una criatura legendaria japonesa. No debe confundirse con los Mujina, otra familia de fantasmas que pueden tomar cualquier forma.
Los Noppera-bō toman generalmente la forma humana, especialmente de una bella mujer. Son reconocidos principalmente por asustar a los humanos, pero son inofensivos. En un principio aparecen como humanos comunes, personificando a veces a alguien familiar a la víctima y luego hacen desaparecer sus propias facciones dejando solo un espacio en blanco en la piel donde su cara debería estar. Esto hace que las víctimas huyan despavoridas.

## El Noppera-bō y la charca de koi

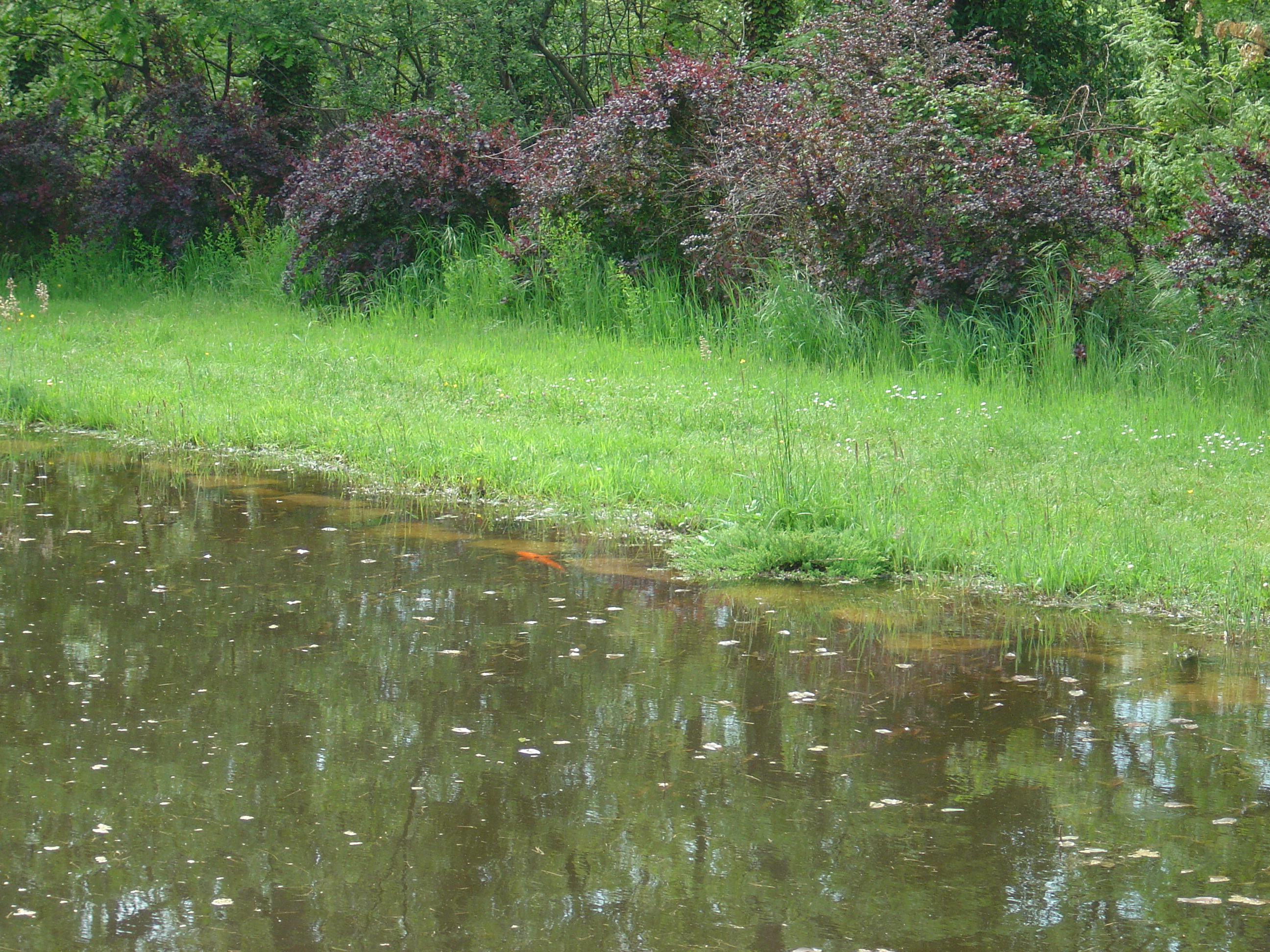
Charca de koi.

Este cuento es acerca de un pescador perezoso que decidía pescar en las charcas imperiales del koi cerca del palacio de Heiankyo. A pesar de las advertencias de su esposa sobre la charca que es tierra sagrada y que además se hallaba cercana a un cementerio, el pescador fue de todos modos. Una vez en la charca, aparece una mujer joven y hermosa que le pide que por favor no pesque allí. Él la ignora, y para su horror, ella hace desaparecer su cara. 
Cuando regresa a su casa, su mujer lo regaña y luego sus facciones femeninas desaparecen.Al parecer el pescador estaba casado con una Noppera-bo.

## En la cultura popular
- Se nombra al noppera-bō en los libros de Lafcadio Hearn.[1]
- Aparece en el anime Inuyasha haciéndose parecer a la madre de Inuyasha para luego ser succionado por ella.
- En el videojuego de Yume Nikki (diario de sueños en japonés) uno de los efectos es "Nopperabou" en el mundo del drenaje desde el mundo de las cartas el cual hace que la protagonista no tenga cara y pueda hacerla saltar y girarla 360°.
- En la serie animada Monster High existe un personaje llamado Kyomi Haunterly que es hija de una Noppera-bo.
- En la película de Hetalia: Paint it, White!, en la junta de países, Japón menciona que los extraterrestres pikuto se parecen al "noppera-bō", además estos extraterrestres transforman a la gente para que se conviertan en entes sin rostro como ellos
- En el juego de luchas Indie "The Black Heart" un personaje fantasma llamada "Noroko" es una noppera-bō, así como se transforma en una Rokurokubi.
- En el anime Mononoke (espíritu  vengativo), el katashi (la forma física que elige el mononoke) es de un noppera-bō.
- En la línea de muñecas Monster High, el personaje Kiyomi Haunterly es la hija de un noppera-bō.
- Aparece en la película La Gran Guerra Yokai (The Great Yokai War) de 2005.
- En la película "El viaje de Chihiro", el personaje del Kaonashi o Sin cara tiene semejanzas con un noppera-bō.